# Благонравов, Захарий Михайлович
Заха́рий Миха́йлович Благонра́вов (24 марта 1855 — 18 декабря 1917) — дворянин, гражданский служащий, меценат, член IV Государственной думы Российской Империи от Пермской губернии, представитель фракции русских националистов. После того, как не смог переизбраться в Учредительное Собрание, умер незадолго до прихода к власти большевиков.

## Биография
Православный. Потомственный дворянин Пермской губернии. Домовладелец города Перми.
Окончил Самарскую духовную семинарию и Казанскую духовную академию по церковно-историческому отделению со степенью кандидата богословия (1880).
По окончании духовной академии, более 11 лет был преподавателем истории и латыни в Пермской духовной семинарии, несколько лет исправлял должность инспектора семинарии. Одновременно состоял учителем русского языка в Алексеевском реальном училище (1881—1882) и учителем отечествоведения в железнодорожном техническом училище (1882—1887).
В 1892 году перешел на службу в министерство внутренних дел и был определен писцом в канцелярию Пермского губернатора. Затем занимал должности: младшего помощника правителя канцелярии, секретаря губернского по земским и городским делам присутствия, правителя канцелярии и, наконец, непременного члена губернского по земским и городским делам присутствия (1901—1912). Был редактором «Пермских губернских ведомостей» (1906—1908), а ранее — их неофициальной части (1890—1891). Дослужился до чина действительного статского советника.
Кроме того, состоял почетным членом Пермского губернского попечительства о народной трезвости, губернской ученой архивной комиссии, губернского попечительства детских приютов, Братства святителя Стефана Великопермского и многих благотворительных обществ.
В 1912 году был избран членом Государственной думы от 1-го съезда городских избирателей Пермской губернии. Входил во фракцию русских националистов и умеренно-правых (ФНУП), после её раскола в августе 1915 — в группу прогрессивных националистов и Прогрессивный блок. Состоял председателем вероисповедной комиссии, а также членом комиссий: по местному самоуправлению, по городским делам, распорядительной и по делам православной церкви.
В годы Первой мировой войны входил в Пермское управление Российского общества Красного Креста и комиссию по организации лазаретов на фронте от Пермской губернии.
В ноябре 1917 г. вернулся в Пермь, принимал участие в выборах в Учредительное собрание. После неудачного исхода выборов уехал в Петроград, где и умер 18 декабря 1917 г.
Был холост.

## Награды
- Орден Святого Станислава 3-й ст. (1887)
- Орден Святой Анны 3-й ст. (1893)
- Орден Святого Станислава 2-й ст. (1897)
- Орден Святой Анны 2-й ст. (1901)
- Орден Святого Владимира 4-й ст. (1905)
- Орден Святого Владимира 3-й ст. (1908)
- Медаль «В память царствования императора Александра III»
- Медаль «За труды по первой всеобщей переписи населения» (1897).